# 清水康英
清水 康英（しみず やすひで）は、戦国時代の武将。後北条氏の家臣で伊豆加納矢崎城主（南伊豆町）、下田城主。北条早雲の代から仕えた譜代家臣である清水氏の清水綱吉の子。北条氏康から偏諱を受けて康実と名乗り、後に康英と称した。
伊豆国奥郡代・三島代官・評定衆・奉者等を務め、伊豆水軍を率いたという。

## 一族
清水氏は北条家第3代当主である北条氏康の傅役でもあり、さらに母または祖母は、氏康の乳母であった。このことからもうかがえるように、清水氏と北条家は強い関係を築いていたものと思われる。清水氏は、明応初期に作成されたと推定される『伊豆国道者注文』の古文書（天理図書館所蔵）で初めて清水氏の名がみえ、その出自は備中清水氏とも考えられる。
康英の子には、 新七郎（1569年に甲斐武田氏の侵攻を駿河蒲原城で迎え撃ち戦死）（孕石文書）及び太郎左衛門尉（小田原開城後に氏直に同行した後、結城秀康に仕えた）の二人がある。後者は秀康の越前移封に伴い越前に移住し1800石。1604年に隠居し、1616年4月17日に死去。
後裔の一派は文禄2年（1593年）沼津に移り住み、駿河国駿東郡沼津宿の本陣となり幕末に至るまで名主や年寄などを務め、明治に入ってからは沼津郵便電信局を営んだ。

## 経歴
康英は伊豆衆のひとりで、その中でも随一の実力者であった。
また、『小田原旧記』によれば河越城の北条綱成、玉縄城の北条綱高、栗橋城の富永直勝、下田城の清水康英、平井城の多目元忠を五家老とし、指物の色がそれぞれ黄備・赤備・青備・白備・黒備の「五色備」の体制になっていたという。
また、訴訟の裁決や政策立案を携る評定衆も務めており、氏康の参謀であったと思われる。評定衆として、北条家裁許印判状（虎朱印状）も発給しており、その一部が現存している。（清水文書・東京）
永禄12年（1569年）12月、嫡男である新七郎が駿河・蒲原城にて武田軍と戦い討死したため、天正14年（1586年）までに家督を次男の政勝に譲っている。また、天正18年（1590年）頃には出家し、清水上野入道と名乗る。
天正17年（1589年）頃、下田城主となり、北条氏規の指南に属した。
天正18年（1590年）4月、豊臣秀吉の小田原征伐が始まると、伊豆下田城は豊臣方の水軍の攻撃をうけた。秀吉方は長宗我部元親勢2500、九鬼嘉隆勢1500、脇坂安治勢1300という大軍であった。康英は嫡子・政勝、弟の英吉や家臣の高橋丹波守らと共に籠城し、50日余り防戦したが、同年4月23日に脇坂安治、安国寺恵瓊らと起請文を交わし、城を開けて降伏した。（高橋文書）その後、康英は林際寺（河津町沢田）へ退去し、家臣・高橋丹波守等に籠城の苦労を謝して後日の立証を約束しいったん離別する旨の書状を書き送っている。自らは菩提寺である三養院（河津町川津筏場）へ入って隠栖。天正19年（1591年）に没した。

## 逸話
- 北条氏直の判物（清水文書・東京）によれば、「豊臣秀吉軍は船働歴然ゆえ下田城を設けたのであり、康英は戦上手であるから一切任すのである。他人の差し出口は不要である」といった意味の文書が残っている。かなり名声、信頼共に高い武将であったと察せられる。
- 『関八州古戦録』によれば、「清水上野介信久」は、黒糸縅の鎧を着、1丈4尺の大旗を背に指し、「盤手鴾毛」という奥州南部産の駿馬にまたがり、8尺もある樫の棒を振り回して、長柄のほこ先をそろえた敵陣へ割り込み、雑兵らをなぎ倒した武勇が伝わっている。同書巻六には、その樫の棒で太田康資（同書に30人力の強力と記される）の太刀の鍔元をへし折り、康資を一度退かせている（のちに康資の方も8尺余の鉄棒を手にして奮戦する）。